# Goljamo Belovo
Goljamo Belovo (Bulgaars: Голямо Белово) is een dorp in het noordoosten van Bulgarije. Het ligt in de gemeente Belovo in oblast Pazardzjik, ongeveer 28 km ten oosten van Pazardzjik en 77 km ten zuidoosten van de hoofdstad Sofia.

## Bevolking
In de eerste volkstelling van 1934 registreerde het dorp 2.077 inwoners. Sindsdien neemt het inwonersaantal af. Op 31 december 2019 telde het dorp 398 inwoners.
Van de 484 inwoners reageerden er 471 op de optionele volkstelling van 2011. Hiervan identificeerden 466 personen zichzelf als Bulgaren (98,9%), gevolgd door 5 etnische Roma (1,1%).
Van de 484 inwoners die in februari 2011 werden geteld, waren er 36 jonger dan 15 jaar oud (7,4%), gevolgd door 345 personen tussen de 15-64 jaar oud (71,3%) en 103 personen van 65 jaar of ouder (21,3%).

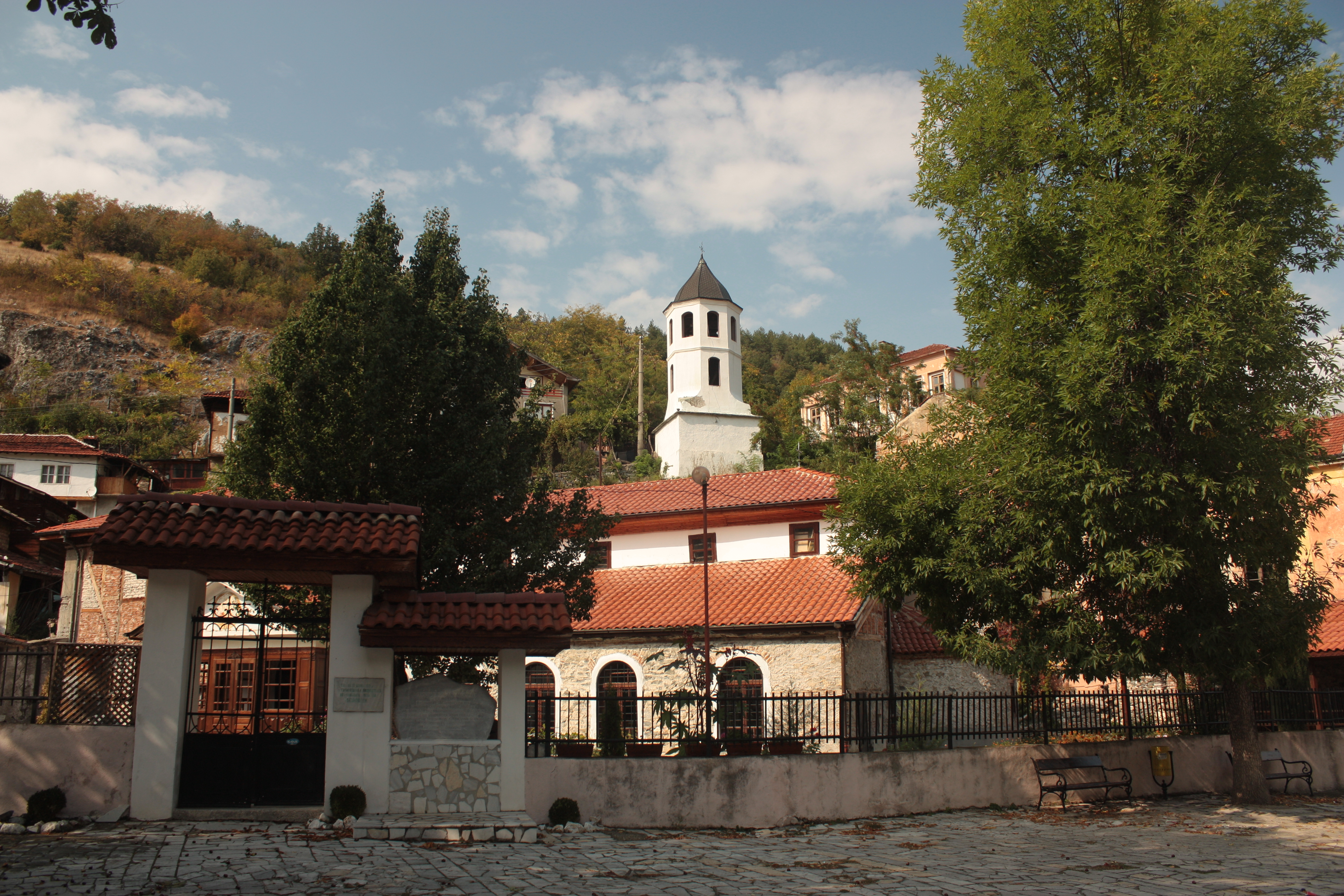
De St. George-Kerk in Goljamo Belovo